# مسرح الحي
مسرح الحي هي فرقة مسرحية مغربية أسسها كل من عبد الإله عاجل وحسن فولان سنة 1986، وكانت الفرقة تضم العديد من نجوم الكوميديا في المغرب من بينهم نجوم الزوهرة، نور الدين بكر، محمد الخياري، عبد الخالق فهيد، جواد السايح، إبراهيم خاي، وقدمت الفرقة مسرحيات من الثمانينات إلى أن تفككت في بداية الألفية الجديدة وكان من أبرزها مسرحية شرح ملح، حسي مسي ومسرحية حب وتبن.
عادت الفرقة للظهور مؤخرا في سنة 2024 وكانت أول عروضها هي مسرحية سدينا.